# Михайловка (Новоайдарский район)
Михайловка (укр. Михайлівка) — село, относится к Новоайдарскому району Луганской области Украины.
Население по переписи 2001 года составляло 150 человек. Почтовый индекс — 93542. Телефонный код — 6445. Занимает площадь 0,72 км². Код КОАТУУ — 4423180704.

## Местный совет
93500, Луганська обл., Новоайдарський р-н, смт. Новоайдар, вул. Дружби, 1  (укр.)